# Tobias von Bechin

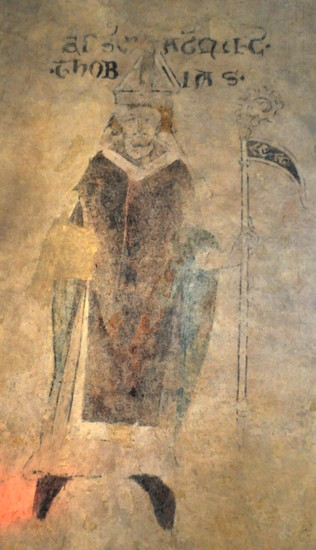
Darstellung von Tobiáš z Bechyně in der St.-Bartholomäus-Kirche in Kyje (Prag)

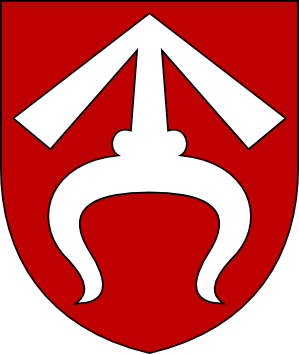
Wappen

Tobias von Bechin (tschechisch: Tobiáš z Bechyně; auch: Dobeš z Benešova) († 1. März 1296; vermutlich in Prag) war Bischof von Prag.

## Leben
Tobias entstammte dem bedeutenden böhmischen Adelsgeschlecht von Beneschau. Sein Vater war Wok von Beneschau (Vok z Benešova). Er hatte neben Tobias noch die Söhne Beneš, Andreas, Čeněk und Milota.
Erstmals erwähnt wird Tobias 1262. Er war damals Domherr von Prag und Passau. Für 1269 ist er als Stiftspropst von Mělník nachgewiesen, für 1275 als Propst von Prag und von Vyšehrad.
Nach dem Tod des Bischofs Johann wählte das Prager Domkapitel am 15. November 1278 Tobias von Bechin zu dessen Nachfolger. Der Olmützer Bischof Bruno von Schauenburg bestätigte im Auftrag des Mainzer Metropoliten Werner von Eppstein die Wahl. Einige Wochen später begab sich Tobias mit seinem Gefolge nach Olmütz. Dort wurde er am 25. Februar 1279 vom Seckauer Bischof Wernhard von Marsbach zum Priester geweiht. Am nächsten Tag erhielt Tobias durch Bruno von Schauenburg, unter Assistenz des damaligen Basler Bischofs und späteren Mainzer Erzbischofs Heinrich von Isny, die Bischofsweihe.
Durch seine Zugehörigkeit zum Hochadel erwarb sich Tobias schon von der Bischofswahl große Verdienste um das böhmische Königtum. Noch vor seiner Wahl, war König Ottokar II. Přemysl am 26. August 1278 in der Schlacht der Dürnkrut gegen den römisch-deutschen König Rudolf I. von Habsburg gefallen. Die Vormundschaft über Kronprinz Wenzel und die Reichsverwesung über Böhmen, übernahm gemäß königlicher Disposition vom Juli 1278 Markgraf Otto von Brandenburg, Neffe des gefallenen Königs. Bei den nachfolgenden politischen Spannungen, vertrat Tobias die böhmischen Interessen, weshalb ihm nach der Rückkehr von der Bischofsweihe 1279, das Betreten der Prager Kathedrale verweigert wurde. Nachdem auch das Domkapitel von der Burgbesatzung behindert wurde, konnten gottesdienstliche Feiern nur in der Kirche des Prämonstratenserklosters Strahov abgehalten werden. Die bischöfliche Stadt Raudnitz und die dortige bischöfliche Burg wurden 1279 von Ottos brandenburgischer Partei besetzt. Der bischöfliche Hof auf der Prager Kleinseite wurde geplündert. Wegen des kriegsähnlichen Zustands ließ Tobias einige Patronatskirchen seines Bistums befestigen. Im Mai 1281 nahm Tobias an einem Landtag teil, auf dem der böhmische Adel eine Friedenszusage abgab. Erst danach konnten wieder Gottesdienste in der Kathedrale stattfinden.
Zum Jahreswechsel 1281/1282 verhandelte Tobias für die böhmische Landespartei mit Otto von Brandenburg. Dabei konnte eine Einigung erzielt werden. Die Regierungsgewalt in Böhmen sollte auf Bischof Tobias von Bechin und auf Landesbeamte übergehen. Otto verpflichtete sich, das Land zu räumen und den gefangen gehaltenen Kronprinzen Wenzel II., dessen Vater Ottokar II. Přemysl 1278 bei der Schlacht auf dem Marchfeld gefallen war, gegen eine Zahlung von 15.000 Pfund Silber freizulassen. Wohl gegen die Verabredung nahm Otto die Landesprivilegien und den Prager Domschatz mit.
Auch an der nachfolgenden Erneuerung der öffentlichen Ordnung erwarb sich Tobias große Verdienste. Trotz der herrschenden Hungersnot gelang es ihm, das Lösegeld für die Freilassung des damals 12-jährigen Wenzels aufzutreiben, der 1283 nach Prag zurückkehren konnte.
Obwohl die provisorische Regierung, die von Tobias angeführt wurde, den Frieden im Land wiederherstellen konnte, spaltete sich die böhmische Adelspartei schon bald in zwei Gruppen. Dabei gewannen die Witigonen an Einfluss, deren Mitglied Zawisch von Falkenstein die Königinwitwe Kunigunde von Halitsch heiratete und so auch den jungen König Wenzel beeinflussen konnte. Wichtige Positionen wurden durch Angehörige der Witigonen besetzt und Zawisch zum höchsten Kämmerer und höchsten Burggrafen ernannt.
Die Witigonen ihrerseits wurden vom habsburgischen Lager bekämpft, zu dem auch Tobias gehörte und dem sich bis 1288 auch der Großteil des böhmischen Adels anschloss. Obwohl Tobias selbst an den bewaffneten Auseinandersetzungen nicht teilnahm, wurden seine Güter geplündert. Vermutlich unter dem Einfluss seiner Frau Guta von Habsburg, die er 1285 geheiratet hatte, entzog sich auch König Wenzel II. dem Einfluss der Witigonen. Anfang 1289 wurde Zawisch des Hochverrats beschuldigt, gefangen genommen und 1290 enthauptet. Daraufhin rächte sich Zawischs Bruder Witiko II. von Krumau (Vítek z Krumlova a Hluboké) mit einem Mord an Čeněk von Kamenice, einem Bruder des Bischofs Tobias.
Für die erlittenen Kriegsschäden wurde Tobias durch König Wenzel II. entschädigt. Dazu gehörten verschiedene Immunitäten und das Recht, einige der bischöflichen Städte zu befestigen. Außerdem wurden ihm die Einnahmen aus den beschlagnahmten Gütern der Witigonen gewährt.
Obwohl Tobias bei den politischen Auseinandersetzungen eine bedeutende Rolle spielte, widmete er sich auch seinen bischöflichen Aufgaben. Sein Wirken kann aus den vorhandenen Bischofsurkunden und einer Formularsammlung der bischöflichen Kanzlei gut erschlossen werden. Er regelte wirtschaftliche, administrative und juristische Angelegenheiten und gliederte das Bistum in Landdekanate ein. Er veranlasste die Instandsetzung des Chores im Veitsdom und die Anschaffung neuer Paramente und liturgischer Bücher. Während seiner Amtszeit und mit seiner Unterstützung wurden das Zisterzienserkloster Zbraslav und das Augustinerkloster bei St. Thomas in Prag gegründet.
Bis Mitte 1294 nahm Tobias an der Seite König Wenzels II. am öffentlichen Leben teil. Er starb zwei Jahre später vermutlich in Prag. Sein Leichnam wurde im Veitsdom bestattet.